# 虹のオルゴール工場
『虹のオルゴール工場』（にじのオルゴールこうじょう）は宝塚歌劇団のミュージカル作品。

## 解説
※『宝塚歌劇100年史（舞台編）』の宝塚大劇場公演を参考
1963年の宝塚大劇場公演では槇克巳、水穂葉子、麻鳥千穂らが出演した。

## ストーリー
※『宝塚歌劇100年史（舞台編）』の宝塚大劇場公演初演を参考
オルゴール会社に勤める一郎は、東京で歌手になる夢があった。両親に内緒で、東京の芸能会社宛てに依頼の手紙を出した。恋人は反対し、泣いて頼むが、一郎は聞く耳を持たなかった。ついに両親がそれを聞いて、騒動になる。そんなある日、一郎は亡き祖父が愛用した石の枕で夢を見る。

## 上演記録

### 1963年
花組
- 7月2日 - 7月31日　宝塚大劇場

併演作品は『落日の砂丘』
星組
- 8月2日 - 9月1日[1]（新人公演：8月17日[2]）　宝塚大劇場

併演作品は『太陽に乾杯!』
月・星組
- 11月2日 - 11月25日　東京宝塚劇場

併演作品は『レビューへの招待』
月組
- 12月1日 - 12月8日　名古屋・名鉄ホール

併演作品は『レビューへの招待』

### 1964年
星組
- 2月1日 - 3月1日　宝塚大劇場

併演作品は『南の哀愁』
花組
- 3月7日 - 3月31日　東京宝塚劇場

併演作品は『祝歌』と『フェスタ・宝塚』

## 宝塚大劇場公演のデータ
1963年
形式名は花組が「貿易記念日設定記念 ミュージカル・プレイ」、星組が「ミュージカル・プレイ」。20場。
1964年
形式名は「タカラヅカ・ミュージカル」。20場。

### スタッフ（花・星組共通）
- 作・演出：高木史朗[1][4]
- 音楽：中元清純[5]
- 音楽指揮：溝口堯[5]
- 振付：関矢幸雄[5]
- 装置：石浜日出雄[5]
- 衣装：静間潮太郎[5]
- 照明：今井直次[6]
- 音響・録音：松永浩志[6]
- 小道具：生島道正[6]
- 効果：村上茂[6]
- 演出助手：酒井澄夫[6]、大関弘政（1963年のみ）[6]

### 主な配役

#### 1963年
※「（）」の人物は新人公演
花組
- 一郎：星空ひかる[1]
- アヤ子（一郎の恋人）：夏亜矢子[1]

星組
- 諏訪一郎：那智わたる（高城珠里）[2]
- 上松ミワ子（一郎の恋人）：如月美和子（橘香久子）[2]

#### 1964年
- 一郎：那智わたる[7]
- 工場長：水代玉藻[7]
- 男工員：高殿ゆかり[7]、直木玉実[7]
- 女工員：立花公子[7]、大空美鳥[7]、橘香久子[7]、美和久百合[7]
- ミワ子：如月美和子[7]
- 社長令嬢：若山かず美[7]
- 踊るトリオ：千波淳[7]、高城珠里[7]、明左弓[7]
- 一郎の妹：司このみ[7]
- 弟：安芸ひろみ[7]
- 社長：黒木ひかる[7]
- 社長夫人：水穂葉子[7]
- 長野星子：麻鳥千穂[7]